# Ginesa Ortega
Ginesa Ortega Cortés (* 1967 in Metz) ist eine katalanische Flamenco-Sängerin.
Ortega wurde in Frankreich geboren und zog nach Cornellà de Llobregat. Sie hat mit dem Orchester des Teatre Lliure, mit der Gruppe La Fura dels Baus, mit Joan Manuel Serrat und mit Josep Pons zusammengearbeitet.

## Diskografie
- Ginesa Ortega & Chicuelo: Siento (1997).
- Oscuriá (1999).
- Por los espejos del agua (2002).
- Flamenca (2006).
- El amor brujo (Der Liebeszauber) Manuel de Falla; Leitung: Josep Pons (2011)